# Николаевка (Бековский район)
Никола́евка — деревня Яковлевского сельсовета Бековского района Пензенской области (между 1996 и 2004 годами деревня из Свищёвского сельсовета Белинского района Пензенской области передана в Яковлевский сельсовет Бековского района).

## География
Деревня Николаевка расположена в северной части Бековского района, в 4 км к северо — востоку от административного центра сельсовета село Яковлевка. Расстояние до районного центра пгт Беково по автомобильной дороге — 41 км.

## История
По исследованиям историка-краеведа Полубоярова М. С., деревня основана помещиком в первой половине XIX века в составе Чембарского уезда Пензенской губернии. В 1864 году обозначена как владельческая деревня Николаевка при пруде Корневке, 20 дворов, число жителей — 136, из них мужского пола — 71, женского — 65. В 1914 году — деревня Свищёвской волости Чембарского уезда Пензенской губернии, одно крестьянское общество, 39 дворов. В 1928 — 1935 годах — деревня Николаевка Чембарского района Пензенского округа (с 30 июля 1930 года Пензенский округ упразднён, район вошёл в Средневолжский край) Средневолжского края. С 1935 года — деревня в составе вновь созданного Свищёвского района Средневолжскоо края. С 1936 года — в составе Куйбышевской области. В 1937 — 1938 годах — в Свищёвском районе Тамбовской области. 4 февраля 1939 года Николаевка вошла в состав вновь образованной Пензенской области. В 1955 году — в составе Свищёвского района Пензенской области. В 1968 году — деревня Николаевка Свищёвского сельсовета Белинского района Пензенской области. Между 1996 и 2004 передана из Белинского района в Яковлевский сельсовет Бековского района.

## Население
На 1 января 2004 года — 11 хозяйств, 18 жителей. В 2007 году — 11 жителей. На 1 января 2011 года численность населения составила 3 человека.
| Численность населения по годам, чел. | Численность населения по годам, чел. | Численность населения по годам, чел. | Численность населения по годам, чел. | Численность населения по годам, чел. |
| 1864                                 | 1912                                 | 1926                                 | 1930                                 | 1939                                 |
| ------------------------------------ | ------------------------------------ | ------------------------------------ | ------------------------------------ | ------------------------------------ |
| 136                                  | ↗200                                 | ↗283                                 | ↗324                                 | ↘150                                 |
| 1959                                 | 1979                                 | 1989                                 | 1996                                 | 2004                                 |
| ↘115                                 | ↘63                                  | ↘37                                  | ↘29                                  | ↘18                                  |
| 2007                                 | 2010                                 |                                      |                                      |                                      |
| ↘11                                  | ↘3                                   |                                      |                                      |                                      |

## Инфраструктура
Деревня не газифицирована, центральное водоснабжение отсутствует. Рядом с деревней проходит автодорога регионального значения «Тамбов — Пенза» — Беково с асфальтовым покрытием.

## Улицы
- Общая.